# Obervellmar

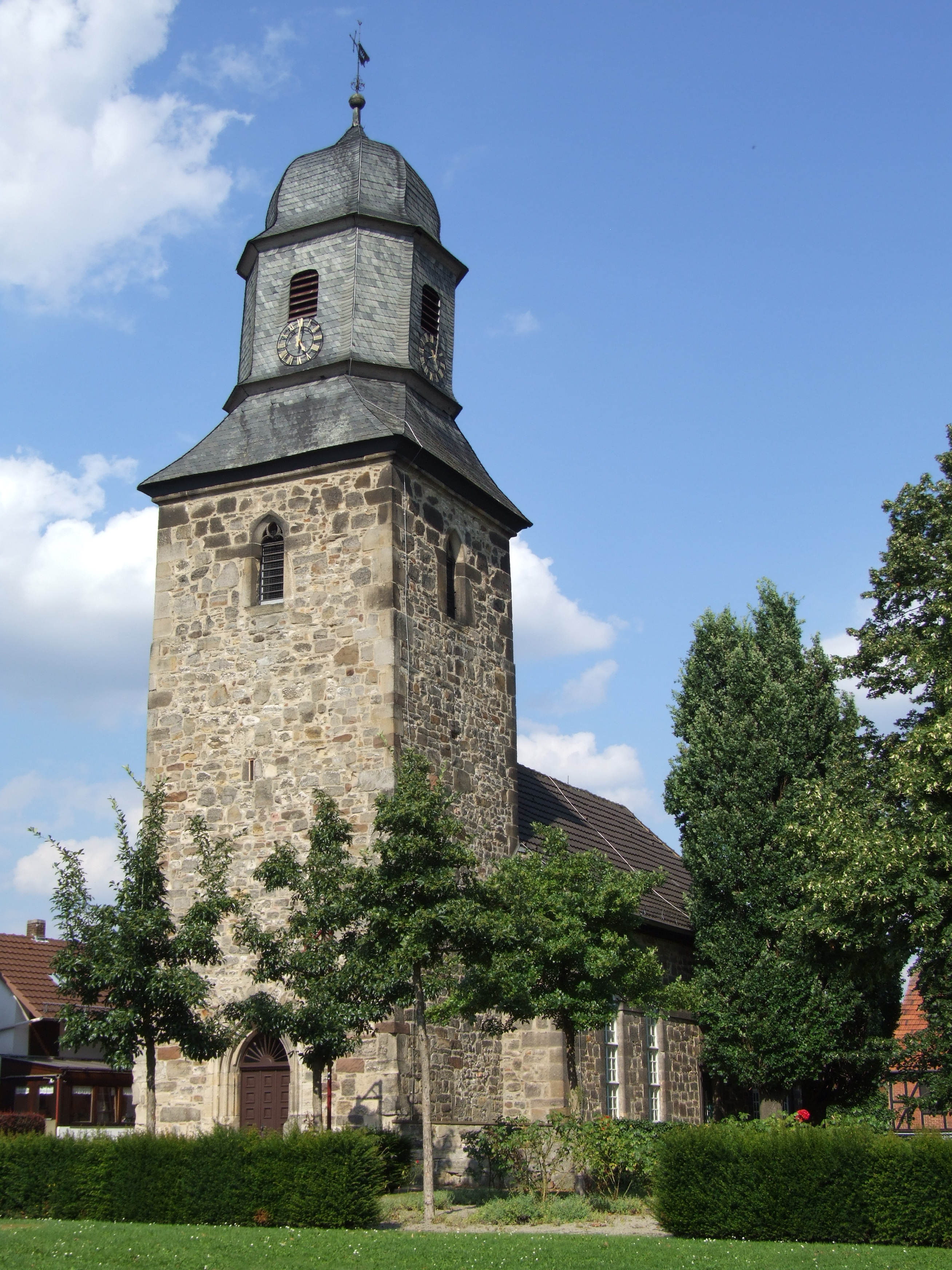
Die evangelische Kirche

Obervellmar ist der größte Ortsteil der Gemeinde Vellmar im nordhessischen Landkreis Kassel. In diesem Ortsteil befindet sich das Rathaus mit der Stadtverwaltung.

## Geographie
Der Ort liegt sechs Kilometer nordwestlich von Kassel an der Ahne. Im Westen verläuft die Bundesstraße 7, und im Ort treffen sich die Landesstraßen 3234 und 3386. Es gibt einen Bahnhof, an dem die RegioTram Kassel und die Kurhessenbahn halten.

## Geschichte
Erstmals urkundlich erwähnt wurde das Dorf im Jahre 775, als das Kloster Hersfeld in Filmare Besitz hatte. Die evangelische Kirche wurde im 15. Jahrhundert mit spätgotischem Westturm erbaut. Im Jahre 1616 wurde das Kirchenschiff erneuert und 1824 in klassizistischer Form erweitert.
Während der Zeit des napoleonischen Königreichs Westphalen (1807–1813) war der Ort Verwaltungssitz des Kantons Ober-Vellmar.
Am 1. Dezember 1970 fusionierten im Zuge der Gebietsreform in Hessen die bis dahin selbständige Gemeinden Vellmar und Obervellmar freiwillig zur erweiterten Gemeinde „Vellmar“.

## Infrastruktur
Der Ahnepark liegt zwischen der Bundesstraße und der Bahnstrecke Volkmarsen–Vellmar-Obervellmar.
In Obervellmar gibt es eine Grundschule, eine Gesamtschule, eine Kindertagesstätte und ein Bürgerhaus, das allerdings seit 2011 wegen Asbestbelastung gesperrt ist.
Der Bahnhof Vellmar-Obervellmar liegt an der Bahnstrecke Kassel–Warburg und der Bahnstrecke Volkmarsen–Vellmar-Obervellmar.
| Linie | Verlauf | Takt                                           | Betreiber              |
| ----- | --- | ---------------------------------------------- | ---------------------- |
| RB4   | Korbach Hbf – Twiste – Mengeringhausen – Bad Arolsen – Külte-Wetterburg – Volkmarsen – Ehringen – Wolfhagen – Zierenberg – Ahnatal-Weimar – Vellmar-Obervellmar – Kassel-Wilhelmshöhe Stand: Fahrplanwechsel Dezember 2021 | 60 min                                         | DB Kurhessenbahn       |
| RT1   | Hofgeismar-Hümme – Hofgeismar – Grebenstein – Immenhausen – Espenau-Mönchehof – Vellmar-Obervellmar – Vellmar-Osterberg/EKZ – Kassel Jungfernkopf – Kassel-Harleshausen – Kassel-Kirchditmold – Kassel Hbf (tief) – Scheidemannplatz – Wilhelmsstraße/Stadtmuseum – Rathaus/Fünffensterstraße – Rathaus – Friedrichsplatz – Königsplatz – Am Stern – Holländischer Platz/Universität – Halitplatz – Hauptfriedhof – Wiener Straße – Holländische Straße Stand: Fahrplanwechsel Dezember 2021                                                                             | 30 min (werktags) 60 min (sonn-/feiertags)     | RegioTram Gesellschaft |
| RT4   | Wolfhagen – Altenhasungen – Oberelsungen – Zierenberg-Rosental – Zierenberg – Fürstenwald – Ahnatal-Weimar – Ahnatal-Heckershausen – Ahnatal-Casselbreite – Vellmar-Obervellmar – Vellmar-Osterberg/EKZ – Kassel Jungfernkopf – Kassel-Harleshausen – Kassel-Kirchditmold – Kassel Hbf (tief) – Scheidemannplatz – Wilhelmsstraße/Stadtmuseum – Rathaus/Fünffensterstraße – Rathaus – Friedrichsplatz – Königsplatz – Am Stern – Holländischer Platz/Universität – Halitplatz – Hauptfriedhof – Wiener Straße – Holländische Straße Stand: Fahrplanwechsel Dezember 2021 | 60 min 30 min (Zierenberg–Holl. Str. werktags) | RegioTram Gesellschaft |